# Marcel Florkin
Marcel Florkin (15 augustus 1900 - 3 mei 1979) was een Belgisch biochemicus.
Marcel Florkin was in 1951 de initiatiefnemer van de Belgische Vereniging voor Biochemie en Moleculaire Biologie. Samen met onder anderen Christian de Duve schreef hij een voorstel voor de statuten die in 1952 op de eerste algemene vergadering werden aangenomen.
In 1949 publiceerde hij een boek over biochemische evolutie, waarin hij de aandacht vestigde op het gebruik van de biochemie voor de fylogenetische reconstructies van organismen.
In latere jaren paste hij de principes van de biosemiotica (signaalbiologie) toe op de biochemie.

## Publicaties
- Biochemical Evolution, 1949